# Маркіс Кідо
Маркіс Кідо  (індонез. Markis Kido, 11 серпня 1984 — 14 червня 2021) — індонезійський бадмінтоніст, олімпійський чемпіон.

## Виступи на Олімпіадах
| Олімпіада  | Дисципліна    | Місце |
| ---------- | ------------- | ----- |
| Пекін 2008 | парний розряд | 1     |